# Ramón Iribarren
Ramón Iribarren Cavanilles (Irun, 15 de abril de 1900 – Madrid, 21 de fevereiro de 1967) foi um engenheiro civil espanhol de origem basca e professor de portos na Escola de Engenharia Civil (em castelhano:  Escuela Técnica Superior de Ingenieros de Caminos, Canales y Puertos, ETSICCP) em Madrid. Ele foi presidente da delegação espanhola na Associação Internacional Permanente de Congressos de Navegação (PIANC) e foi eleito acadêmico na Real Academia de Ciencias Exactas, Físicas y Naturales, embora não tenha assumido o cargo. Ele fez contribuições notáveis no campo da engenharia costeira, incluindo métodos para o cálculo da quebra-mar estabilidade e pesquisas que levaram ao desenvolvimento do número de Iribarren.
Iribarren realizou pesquisas detalhadas em diversos portos no Golfo da Biscaia que estavam sujeitos a ondas extremas e tempestades frequentes, e isso embasou grande parte de seu trabalho de pesquisa inicial. Iribarren reconheceu que muitos dos portos no Golfo da Biscaia estavam insuficientemente protegidos contra condições severas de ondas e tempestades, o que resultou em diversos naufrágios e ameaçou a viabilidade econômica da comunidade pesqueira local, com a qual ele tinha um relacionamento próximo.
Na década de 1930, o projeto de infraestrutura portuária na Espanha frequentemente se baseava na simples replicação dos métodos utilizados em projetos anteriores, em que os princípios orientadores para o projeto de novos portos e projetos costeiros muitas vezes se baseavam exclusivamente em uma análise simples de se os métodos de construção anteriores haviam sido bem-sucedidos ou não. Iribarren estava insatisfeito com essa abordagem totalmente empírica, que ele considerava não levar em conta os efeitos de questões específicas do local, como o comportamento das ondas e dos sedimentos, e, ao identificar esse problema, ele passou vários anos desenvolvendo abordagens científicas e matemáticas que poderiam ser aplicadas a casos específicos, com base em extensa pesquisa e compreensão do comportamento das ondas e da dinâmica costeira, nas quais ele fez amplo uso de observação e fotografia.
Iribarren desempenhou um papel fundamental no desenvolvimento de uma instalação de pesquisa para engenharia costeira, a primeira desse tipo na Espanha. Seu trabalho alcançou destaque internacional e continua sendo altamente relevante, sendo objeto de desenvolvimento contínuo e fundamentando diversos métodos de projeto contemporâneos usados em engenharia costeira e obras de proteção costeira.

Tipos de breaking waves pesquisados por Iribarren.

Iribarren foi uma figura importante no desenvolvimento e disseminação de conhecimentos no campo da engenharia costeira e seu legado é reconhecido até hoje, tanto na Espanha quanto internacionalmente. Ele desempenhou um papel fundamental na mudança de paradigma no projeto de portos e estruturas costeiras, incentivando a adoção de abordagens mais científicas e baseadas em dados, e influenciou gerações de engenheiros no campo da engenharia costeira.

## Vida e carreira

### Educação e primeiros trabalhos
Iribarren nasceu em Irún, em 1900, filho de Plácido José Iribarren Aldaz, um empresário rico com propriedades em Cuba, e Teresa Cavanilles Sanz. O mais velho de três irmãos, ele estudou inicialmente na escola San Luis em sua cidade natal, onde se destacou como estudante de matemática. Após concluir o ensino médio no Instituto de Peñaflorida em San Sebastián, ele foi para Madrid para estudar ciências exatas, mas mudou de curso em 1921 e começou a estudar engenharia civil, formando-se em 1927 como o melhor aluno do curso. Após a formatura, ele trabalhou inicialmente no Ministério de Obras Públicas no departamento de estradas da Catalunha em Girona.

### Os portos de Guipuzcoa, Mutriku e o Número de Iribarren
Iribarren foi transferido de Girona para sua província natal de Gipuzkoa em 1929, onde foi nomeado Engenheiro-Chefe do Grupo de Portos de Gipuzkoa no Ministério de Obras Públicas, com escritório em San Sebastián. Nesse cargo, ele foi responsável pelos portos de Deba, Ilha dos Faisões, Getaria, Mutriku, San Sebastián e Zumaia, além de supervisionar o projeto e a execução de vários projetos portuários. O cargo proporcionou a Iribarren a oportunidade de fazer observações detalhadas da costa de Gipuzkoa, que fundamentaram suas teorias e produção de pesquisa. Ele realizou pesquisas sobre diversos aspectos do comportamento de quebra-mares e ondas em cada um dos portos sob seu controle, bem como na costa de Gipuzkoa e no Golfo da Biscaia em geral.
Iribarren realizou extensas pesquisas no Porto de Mutriku, onde foi responsável pelo projeto e construção de um quebra-mar para o porto externo em 1932. As obras mitigaram as dificuldades de acesso e entrada para o transporte marítimo na área do porto externo, mas Iribarren observou que os existentes muros verticais do mar no porto interno ainda estavam causando reflexão significativa de ondas, resultando em condições perigosas de atracação para navios ao entrar no porto. Apesar da oposição inicial da comunidade pesqueira local, ele obteve sucesso na implementação de um quebra-mar inclinado no porto interno em 1936, o que resolveu os problemas causados pela reflexão e possibilitou a atracação segura de navios.
O trabalho em Mutriku proporcionou a Iribarren a oportunidade de desenvolver suas teorias fundamentais sobre refração, permitindo-lhe o tempo e o ambiente para pesquisar e observar suas aproximações teóricas da direção e características das ondas a partir de contornos de profundidade disponíveis. Ele publicou artigos sobre seu trabalho em Mutriku em 1932 e 1936, e esse trabalho levou ao desenvolvimento de um parâmetro adimensional para ondas que quebram em uma inclinação, que foi posteriormente desenvolvido por Jurjen Battjes em 1974 e é conhecido como "número de Iribarren" ou "parâmetro de Iribarren".
A importância desse parâmetro para tantos aspectos da quebra de ondas em declives parece justificar que ele receba um nome especial. Na opinião do autor, é apropriado chamá-lo de "número Iribarren" (indicado por "Ir"), em homenagem ao homem que o introduziu e que fez muitas outras contribuições valiosas para nosso conhecimento das ondas de água. Proceedings of the 14th International Conference on Coastal Engineering (1974)

### Trabalhos no Rio Bidasoa
Em 1934, o Conselho Municipal de Hondarribia abordou Iribarren para investigar problemas relacionados ao transporte de sedimentos e à erosão no Bar de Hondarribia, na foz do Rio Bidasoa, na fronteira entre a Espanha e a França, e propôs a construção de uma quebra-mar. Um orçamento de 3.000 pesetas foi aprovado para construir uma pequena seção experimental de quebra-mar. Reconhecendo a natureza complicada da interação entre o comportamento das ondas e os sedimentos, e a necessidade de projetar uma solução eficaz, Iribarren passou vários anos estudando as ondas e a morfológica costeira em Hondarribia para entender as condições de contorno relevantes e preparar um projeto eficaz. Ele publicou suas descobertas em 1941, e embora seus planos tenham sido apoiados pelo Ministério de Obras Públicas, eles encontraram oposição do Conselho Municipal e o projeto não foi aprovado.
Enquanto isso, Iribarren foi abordado pelas autoridades francesas para preparar um projeto para obras semelhantes do outro lado do rio, na cidade de Hendaye. Após concluir um projeto em 1945, ele supervisionou a construção do quebra-mar de Hendaye, que começou em outubro de 1946. O projeto foi um grande sucesso e, em 1949, ao ver os resultados do trabalho de Iribarren em Hendaye, o Conselho Municipal de Hondarribia aprovou a construção de um quebra-mar de acordo com seu projeto. Iribarren supervisionou a construção, que começou em 7 de setembro de 1949, e foi concluída em 1955, com um custo de 18 milhões de pesetas. Ele fez alterações por meio de um processo de projeto iterativo conforme a construção progredia, e o quebra-mar final tinha 1.100 metros de comprimento, 40 metros de largura na base e utilizou 300.000 toneladas de pedra de enrocamento de uma pedreira em Jaizkibel. O projeto foi um sucesso, resolvendo os problemas de erosão, aumentando a segurança na navegação e criando uma grande praia recreativa.

### Cátedra, criação do Laboratório de Portos e trabalho internacional
Iribarren foi nomeado professor na ETSICCP em 1939, preenchendo a vaga deixada pela morte de Eduardo Castro Pascual durante a Guerra Civil Espanhola. Iribarren promoveu a ideia de estabelecer um centro espanhol para o estudo de engenharia costeira e obras portuárias, inspirado em instalações de pesquisa em universidades como a Universidade Técnica de Berlim e a ETH Zurique. Isso foi alcançado em 1948 com a criação do Laboratório de Portos (em castelhano:  Laboratorio de Puertos) em Madrid, tendo Iribarren como Diretor. Em 1957, o laboratório passou a fazer parte do Centro de Estudios y Experimentación de Obras Públicas.
Ele esteve envolvido em diversos projetos notáveis de engenharia civil na Espanha e internacionalmente ao longo de sua carreira. Projetos notáveis incluem o Aeroporto de San Sebastián, o quebra-mar do porto de Palma de Mallorca, grandes obras no Porto de Cádiz, o porto de Melilla em 1944, a canalização do rio Untxin, o terminal de petróleo de Luanda em 1956 e obras de engenharia costeira no Golfo de Sidra, Cartagena de Índias e Venezuela. Entre 1960 e 1961, ele foi contratado pelo Governo da Espanha para trabalhar ao lado de uma delegação francesa em Paris, realizando estudos para infraestrutura ferroviária e portuária em Villa Cisneros para transportar minério de ferro extraído no Saara Espanhol.

### O Porto de Palma de Mallorca e oMétodo do Diagrama de Ondas
A abordagem de Iribarren para o estudo do comportamento das ondas no quebra-mar externo do Porto de Palma de Mallorca serviu de base para diversos projetos portuários na Espanha após ele publicar seu método del diagrama de ondas ou método de los planos de oleaje (método do diagrama de ondas / método dos planos de ondas) em 1941. Baseando-se em pesquisas que havia iniciado em Mutriku em 1932, o trabalho foi posteriormente traduzido e publicado em inglês, português e francês. Iribarren observou que seu método era uma aproximação, embora representasse um avanço significativo em relação às técnicas de projeto anteriores. Ao contrário das abordagens existentes, seu método estava fundamentado nos princípios de utilizar os resultados da pesquisa fundamental para desenvolver soluções para um problema prático.
A abordagem de Iribarren não era projetar com base na intuição ou comparações empíricas simplificadas com projetos anteriores, como era o caso na Espanha até a década de 1930, mas sim pesquisar e determinar a natureza da propagação de ondas em direção a uma determinada costa, avaliar as características das ondas e a batimetria, juntamente com uma análise detalhada da forma e orientação da costa ou porto em consideração.
Ele usou como ponto de partida a teoria existente das ondas trocoidais, assumindo movimento orbital circular para as moléculas líquidas em um corpo de água agitado por ondulações em profundidade infinita, e movimento elíptico para aquelas em profundidades reduzidas. Iribarren levou em consideração o surgimento das ondas e as modificações que elas sofrem ao se aproximar da costa e entrar em águas rasas, definidas como um ponto onde a profundidade da água (H) é igual ou menor que a metade do comprimento de onda original (Lo).
Iribarren observou que a observação detalhada e a produção de registros gráficos do comportamento das ondas e dos sedimentos eram necessárias para correlacionar e, se necessário, modificar as aproximações teóricas usadas em seu método, como ele próprio havia feito em Palma de Mallorca. Ele continuamente aprimorou e desenvolveu seus métodos e as matemáticas associadas. Em 1954, após mais iterações e ajustes, e com o método implementado com sucesso em vários projetos na Espanha e internacionalmente, ele considerou que o "método do diagrama de ondas" estava suficientemente desenvolvido para ser utilizado na maioria dos casos práticos.

### Reconhecimento internacional e publicação deObras Maritimas

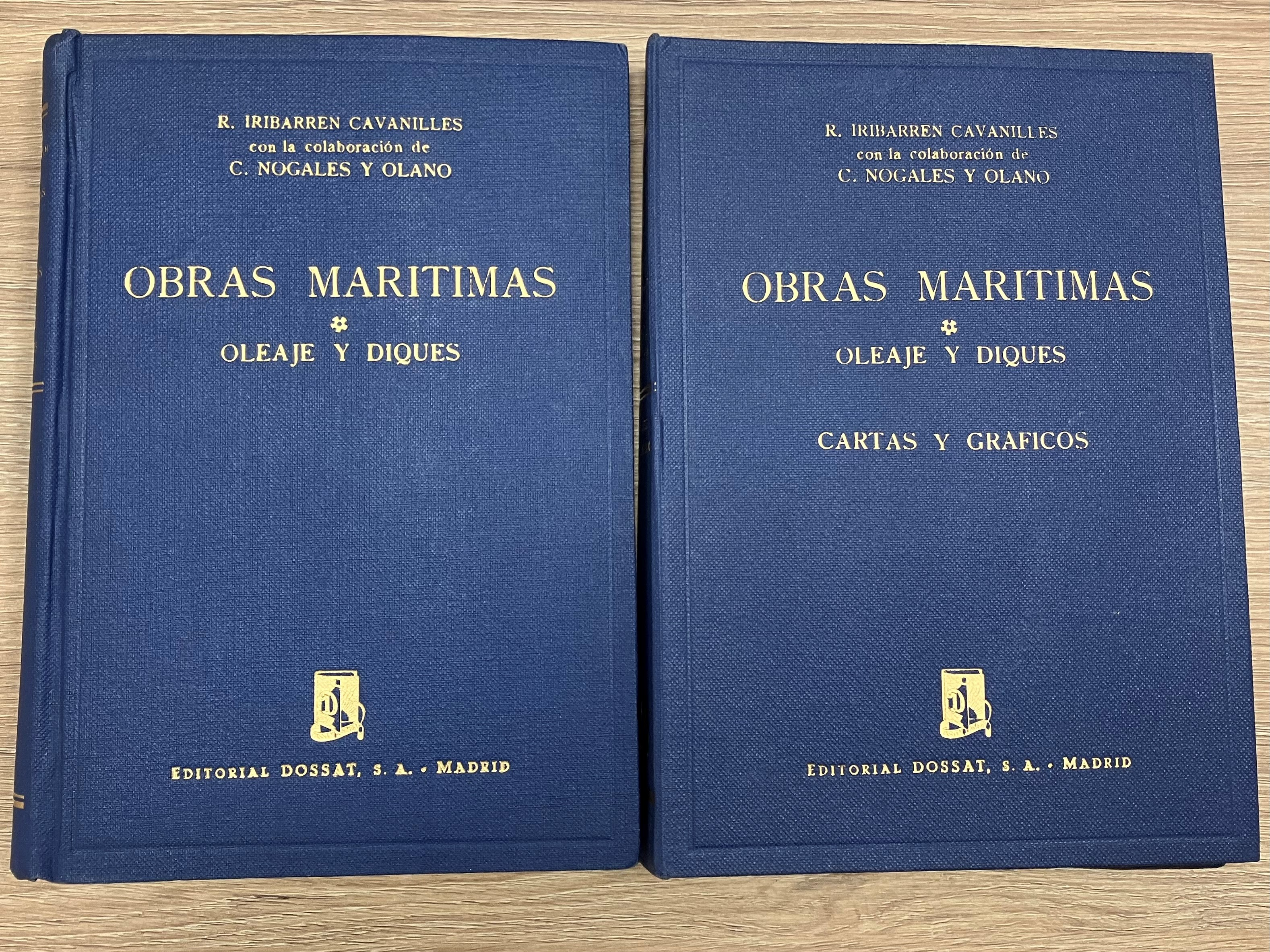
Iribarren colaborou com Casto Nogales y Olano na publicação do livro-texto em dois volumes Obras maritimas: Oleaje y diques em 1954

Iribarren desenvolveu uma fórmula para a estabilidade de taludes de quebra-mar sob ação das ondas em 1938. No entanto, a situação política na Espanha sob a ditadura de Franco restringiu a disseminação do trabalho de Iribarren, o que levou à adoção internacional mais comum de um método semelhante desenvolvido por Robert Y. Hudson na Estação de Experimentação de Vias Navegáveis do USACE em Vicksburg, Mississippi, conhecido como equação de Hudson.
Para taludes de quebra-mar com inclinação superior a 1:2, as fórmulas de Hudson e Iribarren produzem resultados semelhantes, mas para taludes mais suaves, a fórmula de Hudson é imprecisa e indica que a estabilidade se torna infinita, o que é inválido. A fórmula de Hudson baseava-se em uma relação {\displaystyle cot\alpha } entre a altura da onda e o ângulo de inclinação, {\displaystyle \alpha }, enquanto Iribarren demonstrou que uma relação {\displaystyle cos\alpha } é correta para taludes suaves. Iribarren continuou a desenvolver seu trabalho sobre a estabilidade de quebra-mares e apresentou sua publicação final sobre o assunto na Conferência da PIANC de 1965 em Estocolmo.
Iribarren obteve reconhecimento internacional como chefe da delegação espanhola na PIANC, e além de sua apresentação no evento de 1965, ele apresentou seu trabalho de pesquisa nos congressos internacionais da PIANC em Lisboa, Roma e Londres (congressos XVII a XIX). A partir do final da década de 1940, ele foi convidado pelas escolas de engenharia da Universidade da Califórnia, Berkeley e do Instituto de Tecnologia de Massachusetts, nos Estados Unidos, onde proferiu várias palestras.
Ele apresentou sua pesquisa ao Beach Erosion Board do Corpo de Engenheiros do Exército dos Estados Unidos, órgão que posteriormente organizou a tradução e publicação de grande parte do trabalho de pesquisa que Iribarren realizou com seu colaborador de longa data e engenheiro espanhol Casto Nogales y Olano (1908-1985), com quem Iribarren também colaborou em um livro-texto de engenharia em dois volumes intitulado Obras Maritimas: Oleaje y Diques, publicado pela primeira vez em 1954, com uma segunda edição em 1964.

### Vida pessoal
Iribarren casou-se com Maria Hiriart, uma cidadã francesa, em 1939. Ele era o mais velho de três irmãos, sendo que um deles, Luis Iribarren Cavanilles (19 de fevereiro de 1902 - 4 de maio de 1984), era um dentista que atuou como treinador da seleção nacional de futebol da Espanha em quatro partidas entre 1953 e 1954, e jogou futebol pelo Real Unión e Real Sociedad Gimnástica Española. Seu segundo irmão, José Iribarren Cavanilles, foi o arquiteto municipal em Irún.
Em fevereiro de 1967, Iribarren morreu em um incêndio enquanto dirigia um Fiat 1500 na autoestrada principal entre Valência e Madrid, perto de Vallecas. Um relógio com uma inscrição, presenteado a ele por uma federação de pescadores em Gipuzkoa, foi usado para identificá-lo.

## Legado e reconhecimento
Iribarren tinha uma abordagem altamente teórica fundamentada em observações detalhadas e auxiliada por experimentos, e seu trabalho continua a embasar diversos métodos de projeto de engenharia costeira. Suas descobertas foram ainda desenvolvidas pela pesquisa moderna, incluindo métodos de projeto contemporâneos, como a fórmula Van der Meer, que expande os métodos de Iribarren para incluir a consideração de ondas irregulares e a influência da duração de tempestades.
Ele foi homenageado pelos governos da Espanha e da França com os prêmios da Ordem Civil de Alfonso X, o Sábio em 1959, a Ordem do Mérito Civil, Cavaleiro da Legião de Honra e foi eleito membro da École navale. Ele foi nomeado filho adotivo de Hondarribia por seu trabalho no quebra-mar de Bidasoa e nas obras associadas de alimentação artificial de praias.
Uma escultura de bronze em busto de Iribarren, criada pelo escultor espanhol José Pérez Pérez "Peresejo", está localizada no local das obras de Bidasoa, erguida em 1969. Um busto de Iribarren também é exibido no edifício do Centro de Estudios y Experimentación de Obras Públicas em Madrid. Uma rua em Irún (Ramón Iribarren Kalea) e um calçadão em Hondarribia (Ramón Iribarren Pasealekua Ibilbidea) receberam o nome de Iribarren. Em 2017, uma conferência foi realizada no Instituto de Engenharia da Espanha (Instituto de la Ingeniería de España, IIE) para comemorar o quinquagésimo aniversário do falecimento de Iribarren.